# Chen Yonggui
Pour les articles homonymes, voir Chen.
Dans ce nom chinois, le nom de famille, Chen, précède le nom personnel.
Chen Yonggui (14 février 1913 ou 1915 - 26 mars 1986) est un homme politique chinois. C'est un héros de la brigade agricole modèle de Dazhai, mis en avant par Mao Zedong. Il est membre du Bureau politique de 1973 à 1981

## Biographie
La vie de Chen Yonggui est mal connue. La légende indique que dans les années 1920, une famine ravageait la région, aussi son père, avant de se suicider, vend sa femme et sa (ou ses) fille(s) ne pouvant pas subvenir aux besoins de sa famille avec le petit terrain qu’il avait acheté. Chen Yonggui lui doit se louer comme valet de ferme, puis comme ouvrier dans une mine.
Dans les années 1940, il participe avec enthousiasme au «mouvement de réforme agraire» contre les propriétaires fonciers et rejoint le Parti communiste chinois en 1948.

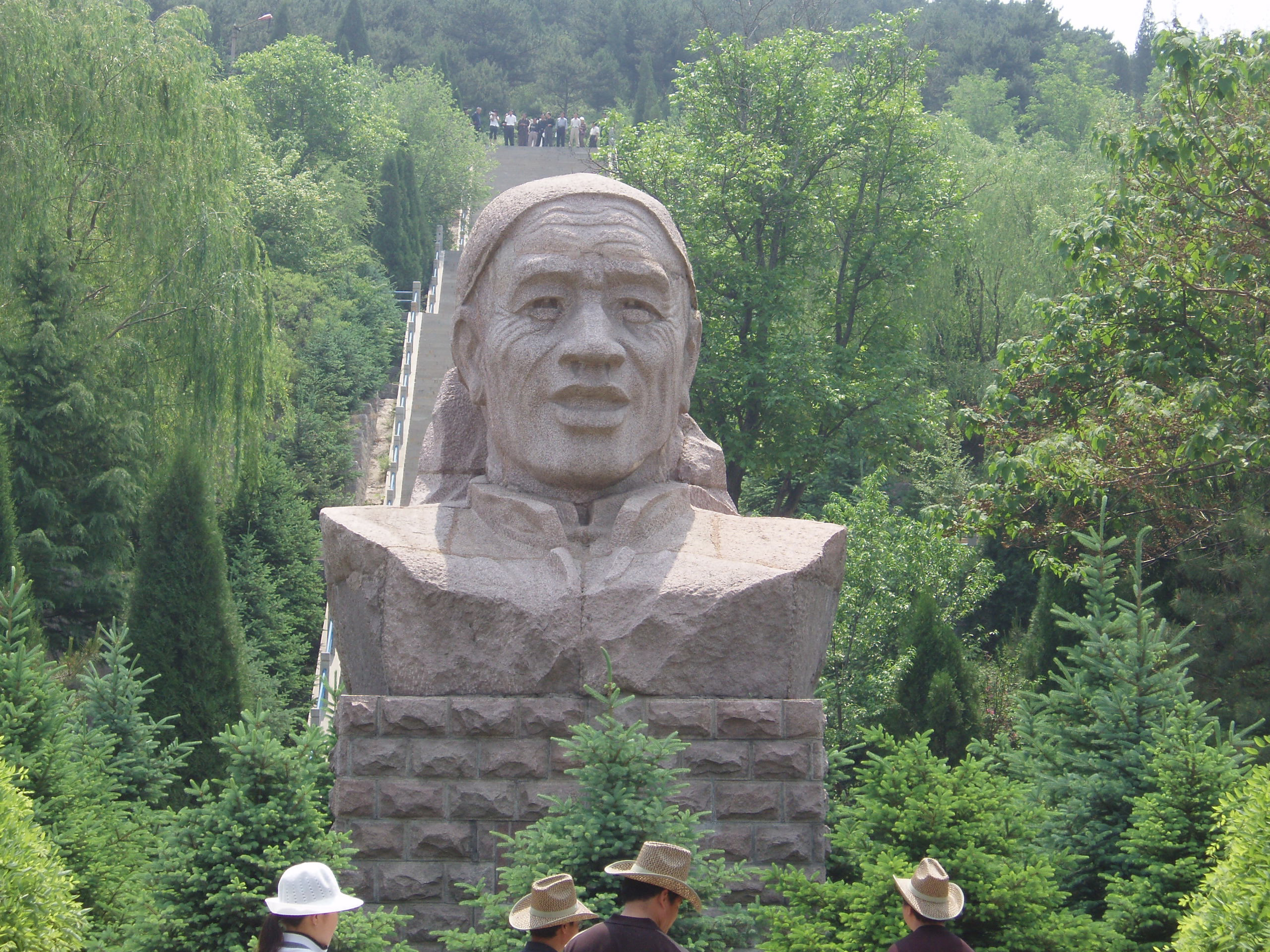
Statue monumentale de Chen Yonggui à Dazhai

En 1952, Chen Yonggui a été nommé secrétaire du comité de la section du Parti communiste chinois de Dazhai. Il a dirigé un mouvement paysan pour transformer l'environnement hostile entourant Dazhai en un environnement favorable à l'agriculture. Le plan a été un succès et la production de céréales a commencé à augmenter régulièrement, passant de 237 kilogrammes par mu (3 555 kilogrammes par hectare) en 1952 à 774 kg par mu (11 610 kg par hectare) en 1962. Ces progrès ont été stoppés par catastrophes naturelles en 1963, qui ont détruit 1 092,6 mu (72,8 hectares) de terres arables ainsi que certains bâtiments de la brigade de production. Malgré ce revers, la brigade a refusé toute aide de l'État et a achevé les efforts de reconstruction en un an.
Tout cela a attiré l'attention de Mao Zedong, qui a déclaré que Dazhai était un exemple à suivre dans le domaine de l'autosuffisance, en lançant la directive: « Apprendre de Dazhai dans l'agriculture ». En décembre 1964, alors qu'il participait au 3e Congrès national du peuple, Chen Yonggui dînait avec Mao Zedong lui-même. Lorsque la Révolution culturelle (1966-1976) a commencé, le modèle de Dazhai a été souligné encore plus. Au cours d'une réunion avec Zhou Enlai, Chen Yonggui a été encouragé à créer l'organisation de la Garde Rouge de Dazhai, qui a ensuite été créée sous le nom de Central Shanxi Field Army. Il a été nommé vice-président du Comité révolutionnaire du Shanxi en 1967; la même année, le groupe Révolution culturelle a approuvé ses « cinq recommandations » pour la révolution culturelle dans les zones rurales, publiées dans le document n ° 339 du Comité central du Parti communiste chinois. En 1972, il obtint une nouvelle fois l'approbation de Mao Zedong en s'opposant fermement à la demande de Xie Zhenhua, premier secrétaire du Parti communiste du Shanxi, de rétrograder la brigade de production de Dazhai à une équipe de production.
Pendant la Révolution culturelle, sa promotion est du principalement à des proches de Jiang Qing et de la Bande des Quatre.
Lorsque Chen Yonggui a été vice-Premier ministre, il a refusé de transférer son adresse à Pékin et son revenu total n'était que de 137,5 yuans par mois. Mais il y avait plusieurs invités tous les jours qui lui rendaient visite, et son revenu n'était pas suffisant, alors il devait manger un bol de riz avec des légumes marinés chinois comme repas. En 1974, Chen Yonggui vivait à Diaoyutai, où il y avait des serviteurs, un chef, un chauffeur, plusieurs gardes du corps et quelques secrétaires, ce qui le rendait très mal à l'aise. Il a même essayé de les ramener à Dazhai pour qu'ils travaillent à la ferme.
À la fin des années 1970, après la mort de Mao Zedong et l'élimination de la bande des Quatre, le statut de modèle de Dazhai et de Chen Yonggui se sont de plus en plus estompés. Chen Yonggui a passé le reste de sa vie à travailler comme conseiller agricole dans la banlieue de Pékin. Il est décédé le 26 mars 1986 à l'âge de 71 ans à cause d'un cancer du poumon.